# ياكوزا: لايك آدراغون

شعار اللعبة باليابانية

ياكوزا: لايك آدراغون (بالإنجليزية: Yakuza: Like a Dragon)‏ (باليابانية: 龍が如く7 光と闇の行方) هي لعبة تقمص الأدوار، صدرت لأول مرة في اليابان في يناير 2020، وبعدها صدرت عالميا على منصات ويندوز، وبلاي ستيشن 4، وبلاي ستيشن 5، وإكس بوكس ون، وإكس بوكس سيريس إكس وسيريس إس بين نوفمبر 2020 و 
مارس 2021 ، طورها ستوديو ريو غا غوتوكو، ونشرتها شركة سيجا، وهي الجزء الرئيسي الثامن من سلسلة ياكوزا. اللعبة هي الأولى في السلسلة التي تتميز بأسلوب ألعاب تقمص الأدوار بدلا من نمط لعبة أكشن-مغامرات.

## اللعب
على غرار سابقاتها في السلسلة، اللعبة تمكنك من القيام بمهام جانبية، التي تساعدك للحصول على مكافأت إضافية، ويمكنك أيضا الإستمتاع بالأنشطة مثل كاريوكي. لأول مرة في السلسلة، تم تقديم سباق دراجون كارت، وهو عبارة عن لعبة سباق سيارات مصغرة مشابهة لألعاب الكارتينغ.
عندما نتحدث عن اللعبة، فاللعبة إبتعدت عن سابقاتها في السلسلة التي تميزت بأسلوب حركي مغامراتي. فاللعبة كما قلنا عنها، تتميز بوجود فريق من أربعة أشخاص، وهو أن تتقاتل معهم من أجل هزيمة أعدائك، وبإمكانك أيضا طلب المساعدة من أصدقائك لهزيمة الأعداء، مع إضافة المزيد من المساعدات مع تقدم القصة أو من خلال إكمال القصص الجانبية. لا يزال بإمكانك مواصلة استكشاف العالم بعد إكمال اللعبة.

## الملخص
تدور أحداث اللعبة في عام 2019، أي بعد ثلاث سنوات من أحداث لعبة ياكوزا 6: أغنية الحياة، حيث لا نرى فيها لأول مرة البطل كازما كيريو بطلا لهذه اللعبة، بعد أن كان بطلا للأجزاء السابقة، إذ حل محله بطل جديد يدعى إيتشيبان كاسوغا، وهو عضو قليل في عائلة أراكاوا، الذي ظل سجينا لمدة 18 عاما، يتهم زعيمه السابق بالخيانة، ويحاول أن يسعى ليكون بطلا، ويحاول الكشف عن أسباب خيانته لرفاقه.